# 石榴街道
石榴街道是中华人民共和国江苏省连云港市东海县下辖的一个镇。

## 历史
明清时属海州。民国元年，海州更名为东海县，石榴归属东海县；1953年，东海县政府驻石榴乡；1957年，县政府由石榴迁牛山。
2013年1月31日，江苏省人民政府批复同意撤销石榴镇，以原石榴镇行政区域设立石榴街道办事处，街道办事处驻东榴集镇石新路55号。

## 行政区划
石榴街道下辖以下村级行政区划单位：
东榴村、西榴村、柳汪村、车庄村、新庄村、埝河村、三里村、小里村、东安村、兴隆村、蛤庄村、麻汪村、博望村、姜庄村、杨圩村和讲习村。